# یواس‌اس مردیت (دی‌دی-۸۹۰)
یواس‌اس مردیت (دی‌دی-۸۹۰) (به انگلیسی: USS Meredith (DD-890)) یک کشتی بود که طول آن ۳۹۱ فوت (۱۱۹ متر) بود. این کشتی در سال ۱۹۴۵ ساخته شد.